# Anna Pujol Rius
Anna Pujol Rius (Barcelona, 19 de maig de 1956) és una practicant i regatista de patí de vela catalana. A més d’esportista, és també directiva i gestora municipal d’esports.

## Primers anys i formació
Nascuda a Barcelona, ha desenvolupat la pràctica esportiva des de Pineda de Mar, al Maresme, on ja estiuejava de petita i on conegué ben aviat, al 1972, el patí de vela.
És llicenciada en Educació Física i Esports per l'INEFC, i cursà un postgrau en Gestió esportiva municipal. També estudià a l'Escola Superior de la Marina Civil de Barcelona, on obtingué les titulacions esportives de patrona i capitana de iot. També és monitora de vela, jutgessa de regates i monitora d’esquí nàutic. D’altra banda, és professora de dansa, malgrat que no s'hi ha dedicat mai professionalment. A més de la vela, practica altres esports com l'esquí, l’esquí nàutic, l'equitació, el ciclisme de muntanya, el jòguing o la gimnàstica.

## Pràctica esportiva
S'inicià en la competició els anys 1975 i 1976 i des d’aleshores ha estat moltes vegades campiona de Catalunya en navegació amb patí de vela, la primera el 1993 i la darrera al 2013, i ha mantingut durant dècades la pràctica esportiva i al 2021 s'ha proclamat campiona d'Espanya de Veterans.
En el seu palmarès figuren cinc campionats de la Copa d’Espanya, tres campionats de Catalunya i un de la Copa Catalana, i un bronze a la Copa d’Europa de 2017. Tot sovint ha competit en campionats mixtos en què les dones han estat minoria.

## Gestió esportiva
Ha estat Coordinadora d’Esports de l’Ajuntament de Pineda de Mar durant 25 anys, del 1990 fins al 2015, on ha tingut un paper rellevant en l’esport municipal i ha estat impulsora dels Jocs Escolars Municipals i la Lliga de Futbol Sala, entre d'altres activitats. Ja el 1993 va ser nomenada una de les millors dirigents esportives professionals per Sports Quality International, que la situà en 7a posició entre 55 candidats i candidates de tot Catalunya.
Entre 2013 i 2023 ha estat presidenta d’ADIPAV, l’Associació Esportiva Internacional de Patins de Vela, i hi manté la participació com a vocal de la Junta Directiva.
També ha estat presidenta del Comitè de Disciplina Patí de Vela a la Federació Catalana de Vela, on ha mantingut una llarga experiència en la gestió.